# Мала вас при Орможу
Мала вас при Орможу (на словенски: Mala vas pri Ormožu) е село в Словения, Подравски регион, община Свети Томаж. Според Националната статистическа служба на Република Словения през 2015 г. селото има 124 жители.